# Apterostigma megacephala
Apterostigma megacephala är en myrart som beskrevs av John E. Lattke 1999. Apterostigma megacephala ingår i släktet Apterostigma och familjen myror. Inga underarter finns listade.